# Hemithecium chlorocarpum
Hemithecium chlorocarpum är en lavart som först beskrevs av Fée, och fick sitt nu gällande namn av Vittore Benedetto Antonio Trevisan de Saint-Léon. Hemithecium chlorocarpum ingår i släktet Hemithecium och familjen Graphidaceae.   Inga underarter finns listade i Catalogue of Life.